# Tornaria

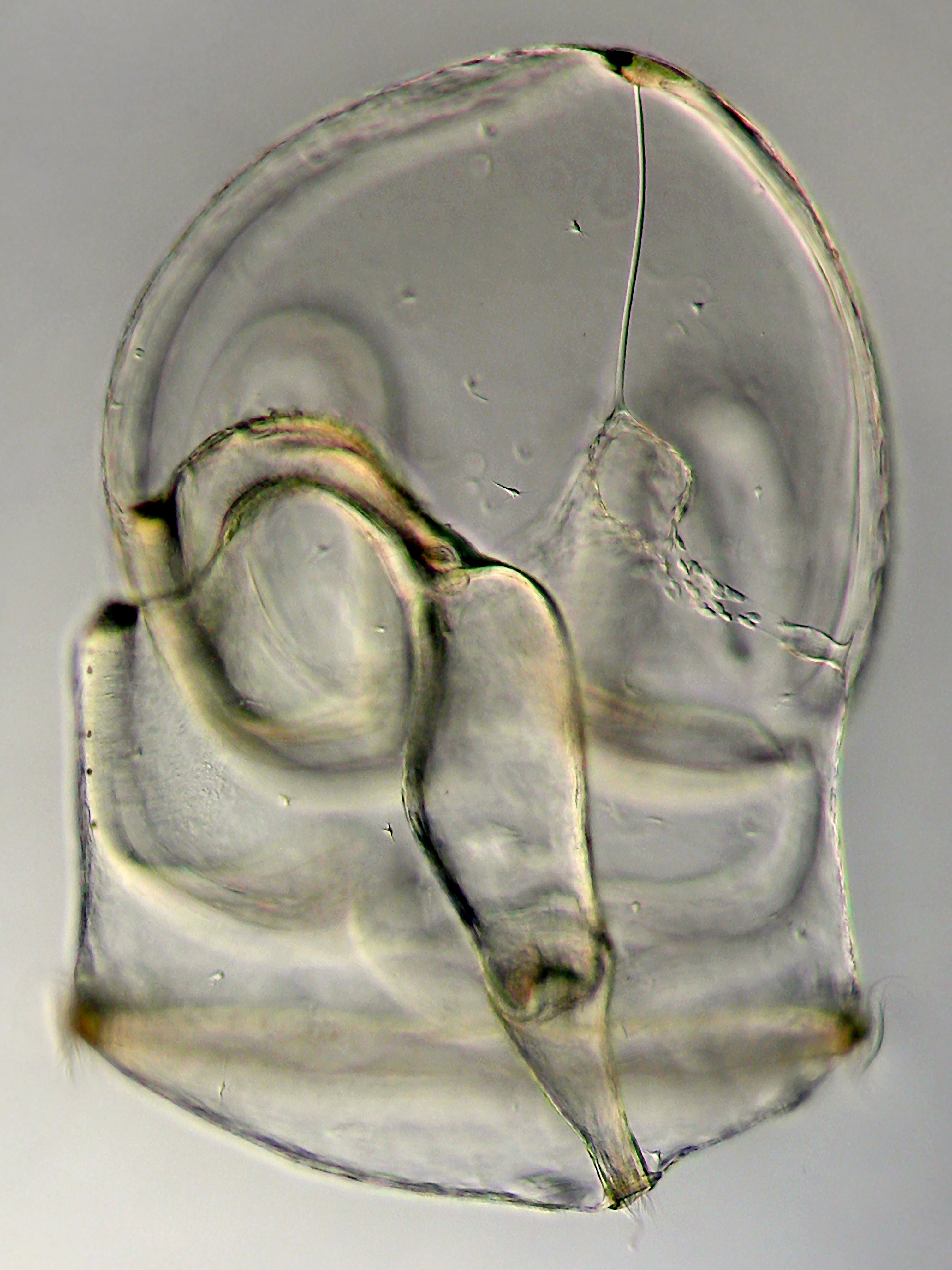
Una larva tornaria.

Una tornaria es la larva planctónica de algunas especies de hemicordados, como los gusanos bellota. Tiene un aspecto muy similar a las larvas bipinarias de las estrellas de mar, con intrincadas bandas de cilios en torno a su cuerpo. Es una larva transparente de forma ovalada. Su cuerpo tiene 3 mm de diámetro, con una placa apical,  que es la región engrosada, por un grupo de cilios y un par de puntos oculares. La larva tiene un canal alimentario completo. Las bandas ciliares se extienden a través de la región anterior y posterior, y también por la postoral.